# Syllepte invalidalis
Syllepte invalidalis là một loài bướm đêm trong họ Crambidae.